# Pessin
Pessin is een gemeente in de Duitse deelstaat Brandenburg, en maakt deel uit van het Landkreis Havelland.
Pessin telt 669 inwoners.